# Chalencon
Chalencon település Franciaországban, Ardèche megyében. Lakosainak száma 339 fő (2022. január 1.). Chalencon Beauvène, Gluiras, Saint-Jean-Chambre, Saint-Maurice-en-Chalencon, Silhac és Belsentes községekkel határos.

## Népesség
A település népességének változása:
| Lakosok száma | 474  | 320  | 309  | 303  | 306  | 300  | 311  | 336  | 338  | 339  |
|               | 1968 | 1982 | 1990 | 2006 | 2013 | 2015 | 2017 | 2019 | 2020 | 2022 |